# Palheira
A Palheira é uma aldeia portuguesa da atual freguesia de Assafarge e Antanhol, Município de Coimbra.
É um dos maiores lugares da freguesia e o único que possui um parque industrial. Nela fica a Gráfica de Coimbra.
Na Palheira funcionam várias instituições, como o Centro Social Polivalente da Palheira, o Centro de Dia, o Rancho Típico da Palheira, Escuteiros do CNE Agrupamento 1086 (https://www.facebook.com/escutismo1086palheira), Núcleo da Fraternidade Nuno Álvares (https://www.facebook.com/fnapalheira) e a Escola Básica do 1ºCiclo.
Um dos Caminhos de Santiago, que passa pela freguesia e segue em direcção a Coimbra levando peregrinos a Santiago de Compostela, atravessa a Palheira e está identificado com sinais amarelos.
O padroeiro da aldeia é São Silvestre, santo que deu nome não só à capela do lugar mas também a uma Estação Romana que se encontra entre a Palheira e o Algar, no entanto, a exploração desta Estação Arqueológica foi abandonada. Este local designado por São Silvestre terá sido uma povoação romana onde passava a estrada que ligava Conímbriga à então Emínio.
A festa da Palheira realiza-se em honra ao Mártir São Sebastião.

## Património
- Capela de São Silvestre, reconstruída em 1971;
- Capela de Nossa Senhora da Piedade - (Propriedade Particular).
- Fonte da Palheira.